# Luge

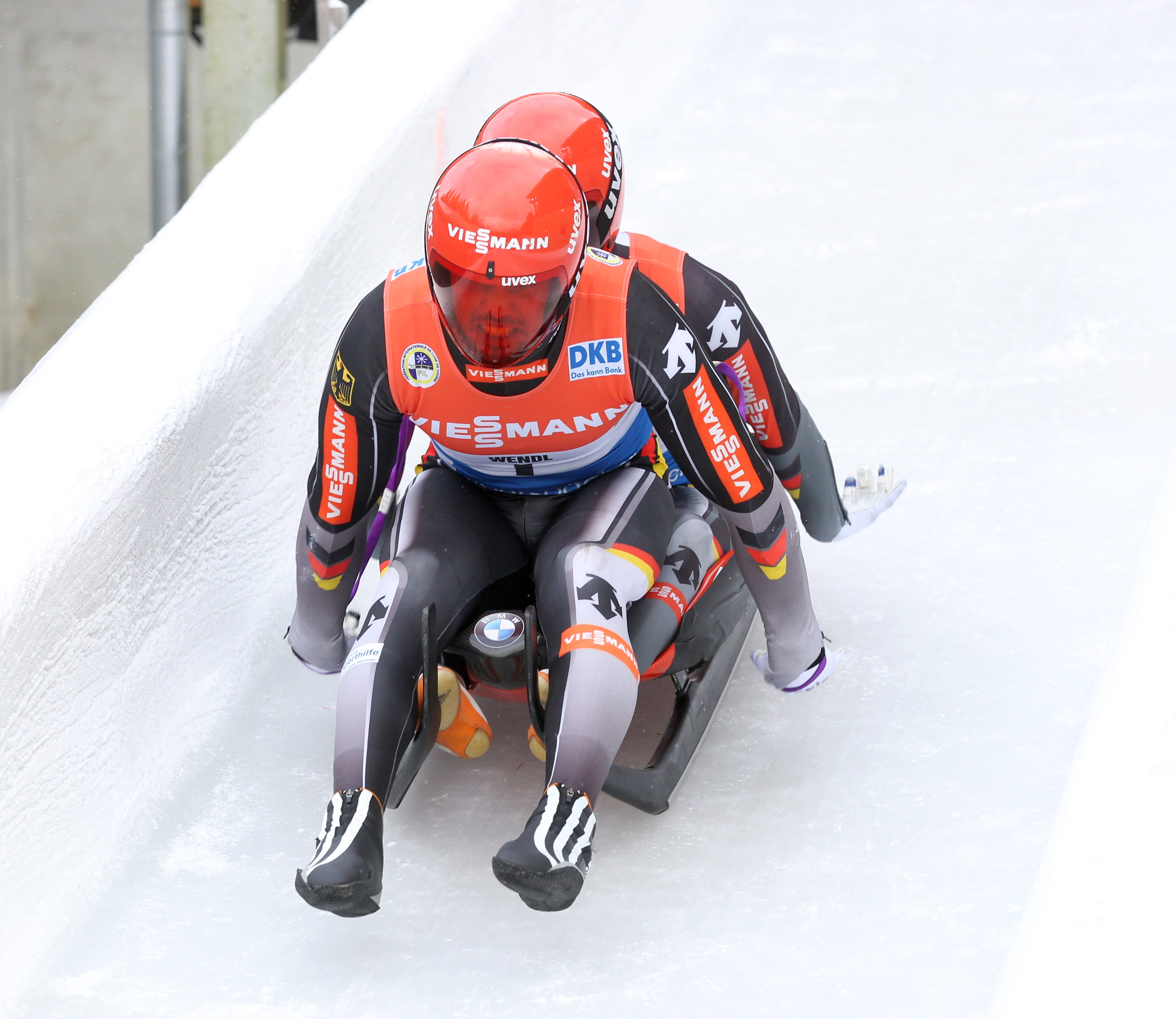
Tobias Wendl i Tobias Arlt en un entrenament de la Luge World Cup a Altenberg. 2017.

La luge és un esport olímpic d'hivern. Forma part dels esports de descens en trineu, juntament amb el bob i el tobogan.
Luge significa trineu lleuger.

## Història
Les curses de trineus són molt antigues, i n'hi ha cròniques en documents de fa diversos segles en països com Noruega. La luge com a esport organitzat data de finals de segle xix. Es considera com a punt d'arrancada una competició que va tenir lloc a Davos, Suïssa, el 1883, amb la participació de set països.
Els primers campionats del món de luge van tenir lloc a Oslo, Noruega, el 1955 i la Federació Internacional de Luge es fundà el 1957, en separar-se de la de bobsleigh. Fou inclòs com a esport olímpic en els Jocs d'Innsbruck, Àustria, de 1964, tant en categoria masculina com femenina i des d'aleshores sempre hi ha estat present.

## Regles
Les regles bàsiques (2020) per competir en luge són:
El trineu que s'usa en la luge és una petita carcassa, originàriament de fusta, actualment de metall, proveïda d'uns patins afilats a la base. No té frens ni timó, i el pilot va tombar de cap per amunt amb els peus per davant i el cap enrere, a diferència de l'skeleton, on es va de cap per avall i mirant cap a davant. El pilot controla la baixada del trineu i els canvis de direcció mitjançant unes cordes unides a la part davantera, o mitjançant el desplaçament del pes del seu propi cos. A diferència del bobsleigh la sortida s'efectua amb el pilot ja col·locat en el trineu, i per tant, aquesta és més lenta al no agafar impuls.
El pes màxim autoritzat del trineu és de 23 kg en l'individual i 27 en el de parelles. Respecte al pes dels tripulants, la reglamentació tracta d'equilibrar les diferències entre els participants, establint un pes màxim per a cadascun, i permetent als que estiguin per sota d'aquest pes que s'afegeixin quilos artificialment. D'aquesta manera s'aconsegueix que tots els participants tinguin un pes similar i les mateixes possibilitats inicials.

## Modalitats
El luge té dues modalitats, la individual i la de parelles, tant en categoria masculina com femenina. En la individual es disputen quatre mànegues i en la de parelles només dues: se sumen els temps de les mànegues i guanya qui les faci en menys temps en total. La igualtat entre els participants obliga a mesurar el temps amb absoluta precisió, fins a les mil·lèsimes.
L'alt cost econòmic que comporta crear i mantenir les instal·lacions per a aquest esport, fa que esdevingui una activitat poc accessible. Aquest fet provoca que molt pocs països tinguin un nivell elevat. Els equips més potents a nivell mundial són Alemanya, Àustria, Itàlia i Rússia.